# Rompon
Rompon – miejscowość i gmina we Francji, w regionie Owernia-Rodan-Alpy, w departamencie Ardèche.
Według danych na rok 1990 gminę zamieszkiwały 722 osoby, a gęstość zaludnienia wynosiła 33 osób/km² (wśród 2880 gmin regionu Rodan-Alpy Rompon plasuje się na 963. miejscu pod względem liczby ludności, natomiast pod względem powierzchni na miejscu 428.).